# Западный Бахр-эль-Газаль (Чад)
Западный Бахр-эль-Газаль (фр. Barh el Gazel Ouest) — один из четырёх департаментов административного региона Бахр-эль-Газаль в республике Чад. Административный центр департамента — город Шедра.

## История
Образован 9 апреля 2008 года в результате отщепления от департамента Южный Бахр-эль-Газаль.

## Административное деление
Департамент Западный Бахр-эль-Газаль включает в себя 2 подпрефектуры:
- Шедра (фр. Chadra)
- фр. Mouzaragui